# De Put (America)
De Put is een visvijver in het dorp America.
De vijver is ontstaan door zandwinning voor de aanleg van de naastgelegen spoorlijn Venlo-Eindhoven. Deze lijn, onderdeel van de Staatslijn E, is in 1866 geopend. De put was nog tot 1974 eigendom van de erven Van der Griendt, de familie die in 1853 begon met de grootschalige exploitatie van het Peelgebied. In 1976 is de visvijver uitgediept tot een diepte van 2 meter, en heeft het zijn huidige vorm gekregen. Het eiland in het midden van de vijver, is aangelegd tijdens het uitdiepen.
Sinds de oprichting van Hengelsportvereniging "De Put", in 1973, pacht zij de visvijver (en de visrechten) van de gemeente Horst aan de Maas. De vereniging voert zelf het onderhoud uit aan het viswater en de omliggende natuur.